# Аллен, Рут Элис
Рут Элис Аллен (англ. Ruth Alice Allen) (28 июля 1889, Кэмерон, шт. Техас — 7 октября 1979, Остин, шт. Техас) — американский экономист. Бакалавр (1921) и магистр (1923) Техасского университета, доктор философии Чикагского университета (1933). С 1923 по 1959 гг. преподавала (с 1941 — профессор) в Техасском университете.

## Основные произведения
- «Главы по истории организации труда в Техасе» (Chapters in the History of Organized Labor in Texas, 1941);
- «Великая забастовка на Юго-Западе» (The Great Southwest Strike, 1942).